# Terminator 3: Rise of the Machines
Terminator 3: Rise of the Machines – gra zręcznościowa stworzona przez Black Ops na platformę Sony PlayStation 2, Microsoft Xbox i Game Boy Advance. Gra nawiązuje do filmu o tym samym tytule.

## Fabuła
Grę rozpoczynamy w przyszłości. Na początku kierowany przez nas cyborg będzie walczył z rebelią, jednak ruch oporu przeprogramowuje naszego Terminatora, który ma udać się do przeszłości w celu uratowania przywódcy ludzi – Johna Connora.

## Opis
W grze odwiedzamy miejsca znane z kinowej ekranizacji, autorzy zadbali o obecność w różnych częściach gry scen z filmu. Akcję obserwujemy z perspektywy pierwszej osoby, tylko podczas walki kamera zmienia swoją pozycję (TPP). Sterowany przez nas Terminator walczy z maszynami Skynetu, w tym również znanym z trzeciej części cyborgiem T-X, gracz do wyboru ma około 20 różnych broni, może też walczyć w ręcz, rzucać przeciwnikiem, blokować ciosy. Rozwiązujemy również proste łamigłówki (odnalezienia ważnego klucza, przełączenia odpowiedniej dźwigni). Same etapy nie są też zbyt długie. Gra nie posiada trybu gry wieloosobowej.
Na uwagę zasługuje obecność głosów postaci, które pojawiły się w kinowej produkcji, w tym samego Arnolda Schwarzeneggera.